# قاموس سخن
قاموس سخن هو أحد أحدث القواميس الفارسية أحادية اللغة، جُمع تحت إشراف حسن أنوري. يتكون القاموس من طبعتين رئيستين:
- الطبعة الكبرى (القاموس الكبير) في ثمانية مجلدات. [1]
- الطبعة المدمجة (القاموس المدمج) في مجلدين. [2]

يشتمل القاموس الكبير لسخن، بالإضافة إلى الكلمات القديمة، على جميع الكلمات والمصطلحات العلمية والتفسيرات المعاصرة للغة الفارسية تقريبًا. وقد جمعه ونشره دار نشر سخن [الفارسية]. تعاون في إعداد قاموس السخن، مع رئيس التحرير (حسن أنوري)، 46 مؤلفًا و21 محررًا في القسمين العام والمتخصص.

## قاموس سخن المضغوط
قاموس سخن المدمج، الذي ألفه حسن أنوري، يتألف من مجلدين. هذا المعجم هو نسخة مختصرة من قاموس سخن الكبير (مجموعة مكونة من ثمانية مجلدات). في قاموس سخن كومباكت، تم حذف الأدلة المعجمية (باستثناء بعض الإدخالات). بالإضافة إلى ذلك، تم استبعاد الكلمات التي نادرًا ما تُستخدم، وخاصة تلك التي لا يوجد دليل كافٍ عليها والكلمات المُشكَّلة قياسًا، من هذا القاموس.
الغرض من تكثيف قاموس سخن الكبير في شكل مجلدين هو تسهيل الوصول للأفراد الذين ليس لديهم إمكانية الوصول إلى الإصدار الأكبر أو يبحثون عن توثيق موجز للكلمات.

## قاموس سخن المعاصر
تم تأليف قاموس سخن المعاصر في مجلد واحد. على عكس القاموسين الرئيسين، لا يتضمن هذا المعجم الكلمات القديمة. وبدلًا من ذلك، يركز تجميعها على المفردات والتعبيرات الفارسية المعاصرة. كما أن حجم المصطلحات العلمية في هذه الطبعة أقل مقارنة بالطبعتين الأصليتين (القاموس الكبير والقاموس المدمج). وقد تم نشر هذا القاموس أيضًا بواسطة دار سخن للنشر. وقد تعاون في تأليفها، إضافة إلى رئيس التحرير (حسن أنوري)، 46 مؤلفًا و21 محررًا في القسمين العام والمتخصص. صدر قاموس سخن المعاصر في سنة 2004م (1383م في التقويم الهجري الشمسي).

## قاموس سخن التكميلي
هذا الكتاب هو ملحق لقاموس السخن الكبير الذي صدر في ثمانية مجلدات سنة 2002م (1381هـ بالتقويم الفارسي الهجري الشمسي). وهو يتضمن الكلمات التي تم حذفها أو اكتشافها حديثًا، بالإضافة إلى تصحيحات الأخطاء المطبعية وغير المطبعية والأخطاء في المراجع التي حدثت في المجلدات الثمانية. بالإضافة إلى ذلك، فهو يتضمن بعض الأدلة الجديدة للمدخلات التي كانت تحتوي على أدلة محدودة أو معدومة في السابق.

## مميزات قاموس سخن
يحتوي قاموس سخن على 75000 مدخل رئيس، و45000 مدخل فرعي، و16000 دليل موثق، و1000 مثال، و1500 صورة. فهو يشمل تقريبًا كل الكلمات المستخدمة في اللغة الفارسية القديمة والحديثة.